# 聖母戴冠 (ラファエロ)
『聖母戴冠』（せいぼたいかん、伊: Incoronazione della Vergine, 英: Crowning of the Virgin）は、盛期ルネサンスのイタリアの巨匠ラファエロ・サンツィオが1502年から1504年に制作した絵画である。テンペラ画。ペルージャのサン・フランチェスコ・アル・プラート教会のオッディ家礼拝堂祭壇画として、1502年にシモーネ・デッリ・オッディ（Simone degli Oddi）の夫人アレッサンドラ・バリオーニ（Alessandra Baglioni）によって発注された。そのため『オッディ家の祭壇画』（伊: Pala degli Oddi, 英: Oddi Altarpiece）とも呼ばれる。現在はヴァチカン美術館に所蔵されている。

## 制作背景
ジョルジョ・ヴァザーリはマッダレーナ・デッリ・オッディ（Maddalena degli Oddi）によって発注されたと述べているが、史料は彼女の義理の姉妹で、シモーネ・デッリ・オッディと結婚したアレッサンドラ・バリオーニであったことを示唆している。彼女はバリオーニ家の出身で、ブラッチョ・バリオーニ・イル・マグニフィコ（Braccio Baglioni, Il Magnifico）の娘であった。オッディ家とバリオーニ家は中世以来ウンブリア地方の最も有力な名門一族の1つであり、激しい対立を繰り返していた。彼らの闘争は1474年にスフォルツァ・デッリ・オッディ（Sforza degli Oddi）とイザベッタ・バリオーニ（Isabetta Baglioni）の結婚で終息したかに見えたが、1482年以降に再燃し、1488年10月28日に紛争が勃発してバリオーニ家が勝利すると、オッディ家のあらゆる財産を押収して一族を追放した。祭壇画はオッディ家が一時的に権力を回復した1503年1月から、バリオーニ家によって最終的に追放された1503年9月の間に制作されたと考えられている。しかし1505年5月の史料は額縁の一部がまだ職人のもとにあったことを示しているため、このときまだ完成していなかったようである。オッディ家がローマ教皇ユリウス2世の意向で財産を取り戻したのは1506年のことであった。

## 作品

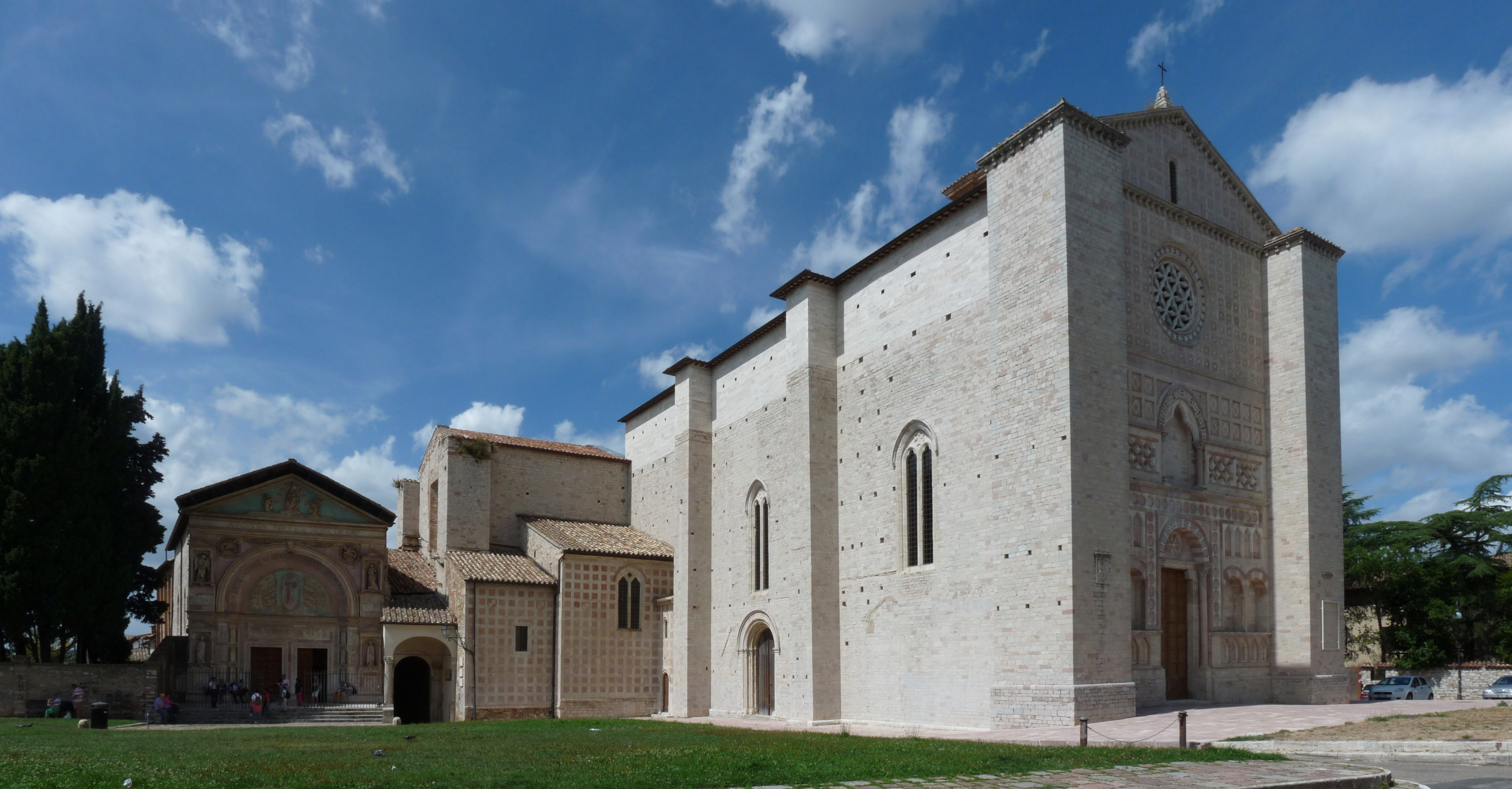
ペルージャのサン・フランチェスコ・アル・プラート教会。

ラファエロは死後キリストによって戴冠する聖母マリアを描いている。縦長の画面は雲によって上下に二分されている。画面上部では４人の奏楽天使に囲まれた聖母はキリストとともに雲に座し、手を合わせながらキリストの手で頭上に王冠を戴いている。画面下部では聖母の遺体が収められていた石棺を使徒たちが囲んでおり、多くの者たちが空を見上げて聖母が戴冠する光景を見つめている。使徒のうち、聖トマスは聖母から贈られた腰ひもを手に持ち、聖ペテロはキリストから授けられた天国の鍵を持っている。石棺の中は天国に昇った聖母の代わりに百合と薔薇の花が咲いている。
ラファエロの初期の作品『聖母戴冠』は師であるペルジーノの様式に非常に近い反面、レオナルド・ダ・ヴィンチの影響が指摘されている。すなわち天国の鍵を持つ聖ペテロはレオナルドの未完成の絵画『荒野の聖ヒエロニムス』に影響を受けているとされる。
祭壇画の基壇にあたるプレデッラでは、キリストの幼少期のエピソードから『受胎告知』（Annunciation）、『東方三博士の礼拝』（Adoration of the Magi）、『神殿奉献』（Presentation in the Temple）の3作品が描かれている。これらはファーノのサンタ・マリア・ヌオーヴァ教会にあるペルジーノが制作した祭壇画のプレデッラと非常によく似ているため、ロベルト・ロンギを含む一部の研究者はファーノのプレデッラもラファエロが制作したと考えている。

## 来歴
オッディ家礼拝堂の祭壇に設置された『聖母戴冠』はほぼ3世紀のあいだサン・フランチェスコ・アル・プラート教会にあったが、1797年にフランス人によってパリに運ばれ、支持体がキャンバスに変更された。その後、絵画はナポレオン失脚後の1815年に返還されたが、当時の教皇ピウス7世は教会ではなく新しいヴァチカン美術館に移した。

## 素描
さまざまな準備素描が知られている。オックスフォードのアシュモリアン美術館に2人の奏楽天使、ロンドンの大英博物館に右側前景の使徒、リール宮殿美術館に中央下部の聖トマスが所蔵されている。

## ギャラリー

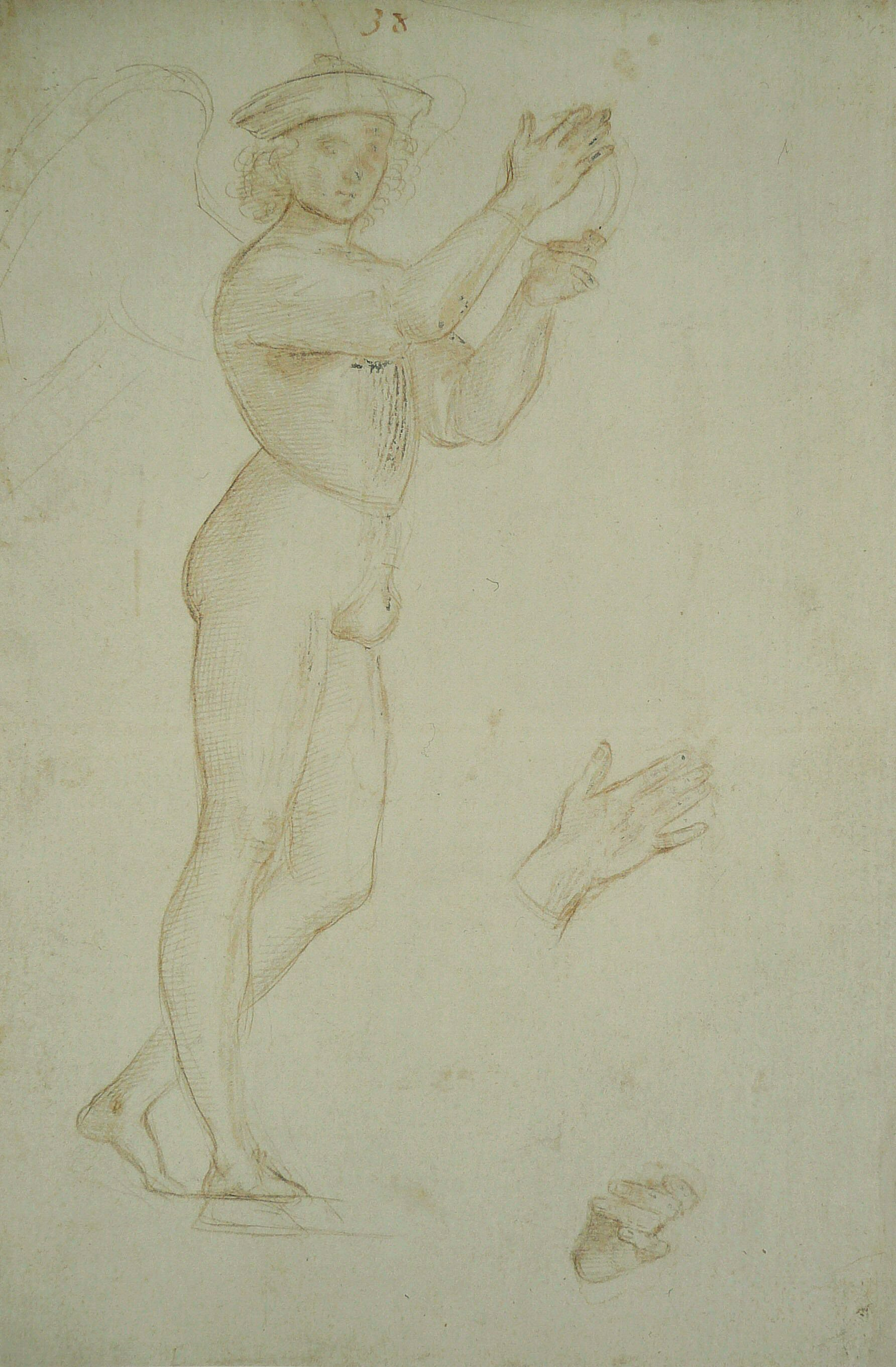
画面右端の奏楽天使の準備素描。アシュモリアン美術館所蔵
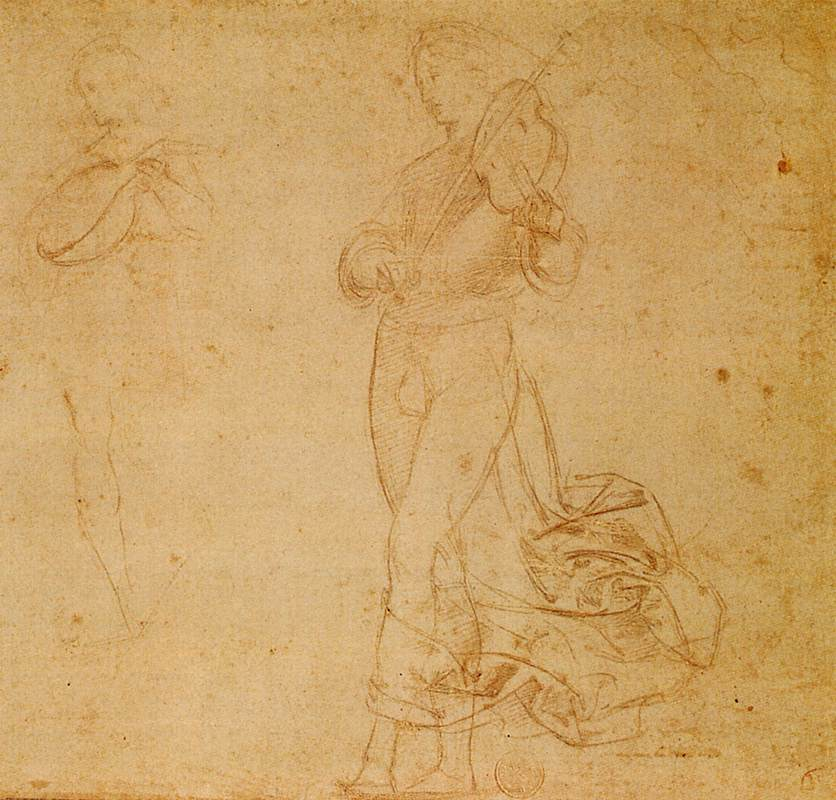
画面右端の奏楽天使の準備素描。リール宮殿美術館所蔵
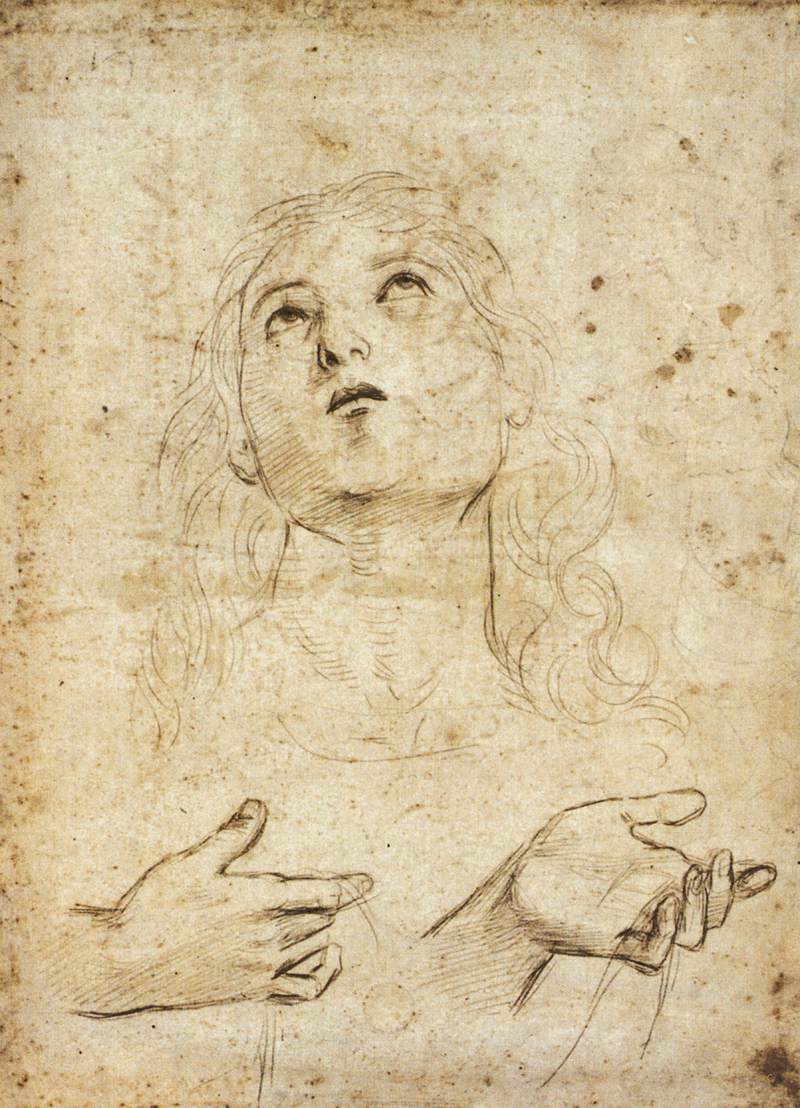
聖トマスの準備素描。リール宮殿美術館所蔵